# Val Divedro
Le val Divedro (parfois appelée Simplontal en allemand, litt. « vallée du Simplon ») est une vallée marquant la limite entre les Alpes pennines et les Alpes lépontines, partagée entre l'Italie (province du Verbano-Cusio-Ossola) et la Suisse (canton du Valais).
La partie italienne (basse) du val Divedro est l'une des sept vallées latérales du val d'Ossola. La partie suisse (haute) est la seule vallée du Valais au sud de la chaîne principale des Alpes. Elle est traversée par route du Simplon qui mène de Domodossola en Italie au col du Simplon en Suisse.
Faisant partie du bassin hydrologique du fleuve Pô, la rivière Diveria prend sa source en Suisse sur le flanc sud du col du Simplon, irrigue le val Diverio et se jette dans la rivière Toce près de Crevoladossola.
Cinq communes forment la vallée. Depuis l'amont de la vallée on trouve les communes suisses de Simplon puis Zwischbergen avec le village de Gondo, qui fut dévasté  le 14 octobre 2000 par un important éboulement qui provoqua d’importants dommages et la mort de 13 personnes. En Italie Trasquera, Varzo et enfin Crevoladossola.
La douane suisse est à Gondo et l'italienne à Iselle sur la commune de Trasquera. À Trasquera se trouve le péage sud du tunnel du Simplon ainsi qu'une gare de chargement de voiture pour le transport d'automobiles accompagnée en train jusqu'à Brigue ou Kandersteg via le tunnel.
Varzo est située à l'endroit le plus large de la vallée. Cet endroit favorable est habité depuis plusieurs siècles av. J.-C. par les Liguriens, les Celtes puis les Lépontiens. Son centre historique actuel comprend une tour de signalisation et l'église paroissiale romane datant du Moyen Âge. Depuis là, la vallée s’ouvre sur le val Cairasca, d’où on peut rejoindre San Domenico di Varzo, connu pour ses zones skiables et le Parc naturel de l'Alpe Veglia-Alpe Devero.
Aux environs de Crevoladossola, commune la plus peuplée et la plus en aval de la vallée, un pont de l’époque napoléonienne existe encore, qui a assumé un rôle primordial dans les échanges entre l’Italie et la Suisse. Ce pont a été reproduit dans bien des œuvres artistiques. À mentionner également au long de la route du Simplon, le Ponte Nuovo, ancien pont romain reconstruit vers 1300 de notre ère, après la destruction du pont arqué original datant de l’empereur romain Augustus.

## Principaux sommets environnants
- Fletschhorn (3 993 m)
- Monte Leone (3 552 m)
- Lagginhorn (4 010 m)
- Pizzo Pioltone (2 610 m)